# Friesen (Adelsgeschlecht)

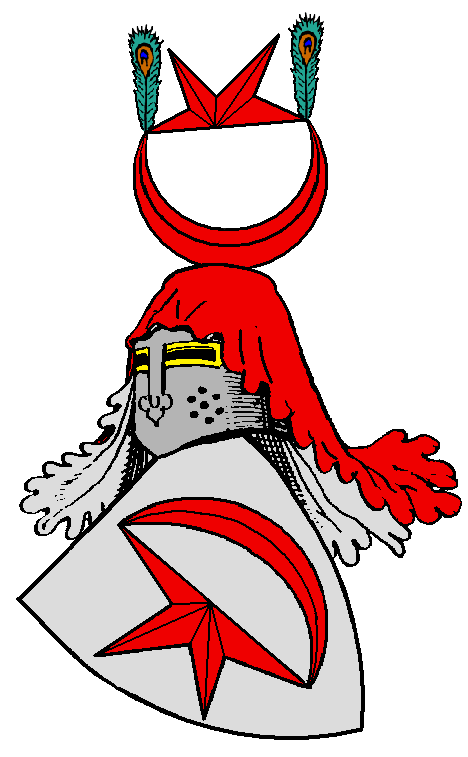
Stammwappen derer von Friesen

Friesen ist der Name eines Uradelsgeschlechts, das erstmals Ende des 14. Jahrhunderts in Franken urkundlich erscheint und ursprünglich aus der Gegend um Basel stammen soll. Es kam um 1400 nach Sachsen, wo es Besitz erwarb und zu den bedeutenden Adelsgeschlechtern des Landes aufstieg. 1653 wurde die Familie in den Reichsfreiherrenstand erhoben. Ein (später erloschener) Zweig erlangte 1702 den Reichsgrafenstand.

## Geschichte

### Herkunft
Nach Kneschke kam die Familie ursprünglich unter dem Namen Friess bzw. Friese aus der Schweiz, wo sie bereits im 13. Jahrhundert bekannt gewesen sein soll. Demnach war sie ein um Basel begütertes Adelsgeschlecht, aus dem mehrere Angehörige Ende des 13. und Anfang des 14. Jahrhunderts die Region verließen. Die Herren von Friesen waren vermutlich stammesverwandt mit den aus der Landgrafschaft Oberelsass stammenden von Friesen, die auch ein ähnliches Wappen führten.
Erstmals urkundlich erwähnt wird das Geschlecht mit Stephan von Frisen in einer zu Nürnberg 1388 ausgestellten Urkunde. Stephan erscheint dort als Dienstmann des Burggrafen von Nürnberg, Friedrich von Hohenzollern. Heinrich von Friesen erhielt 1409 von Friedrich dem Streitbaren, dem Markgrafen von Meißen, das Gut Köttewitz bei Dohna im Osterzgebirge zu Lehen.
Die ununterbrochene Stammreihe der Familie beginnt mit Karl von Friesen. Karl erhielt 1488 vom sächsischen Kurfürsten Friedrich dem Weisen das Gut Kauern bei Ronneburg zu Lehen. 1592 erwarb die Familie das Schloss Rötha südlich von Leipzig, das fortan bis 1945 ihr Stammsitz wurde.
Die Familie ist nicht stammesverwandt mit einem thüringischen Uradelsgeschlecht von Friesen, das im Wappen einen Rosenstiel mit drei roten Blüten auf silbernem Grund führt. Letztere Familie ist in Deutschland erloschen, aber in Schweden blüht noch ihr Zweig des Namens von Friesen. Bei der Erhebung der sächsischen Friesen 1653 in den Reichsfreiherrenstand und 1702 eines ihrer Zweige in den Reichsgrafenstand wurden beide Wappen allerdings kombiniert, da man irrtümlich eine Stammesgemeinschaft annahm (siehe unten: Abschnitt Wappen).

### Ausbreitung und Persönlichkeiten

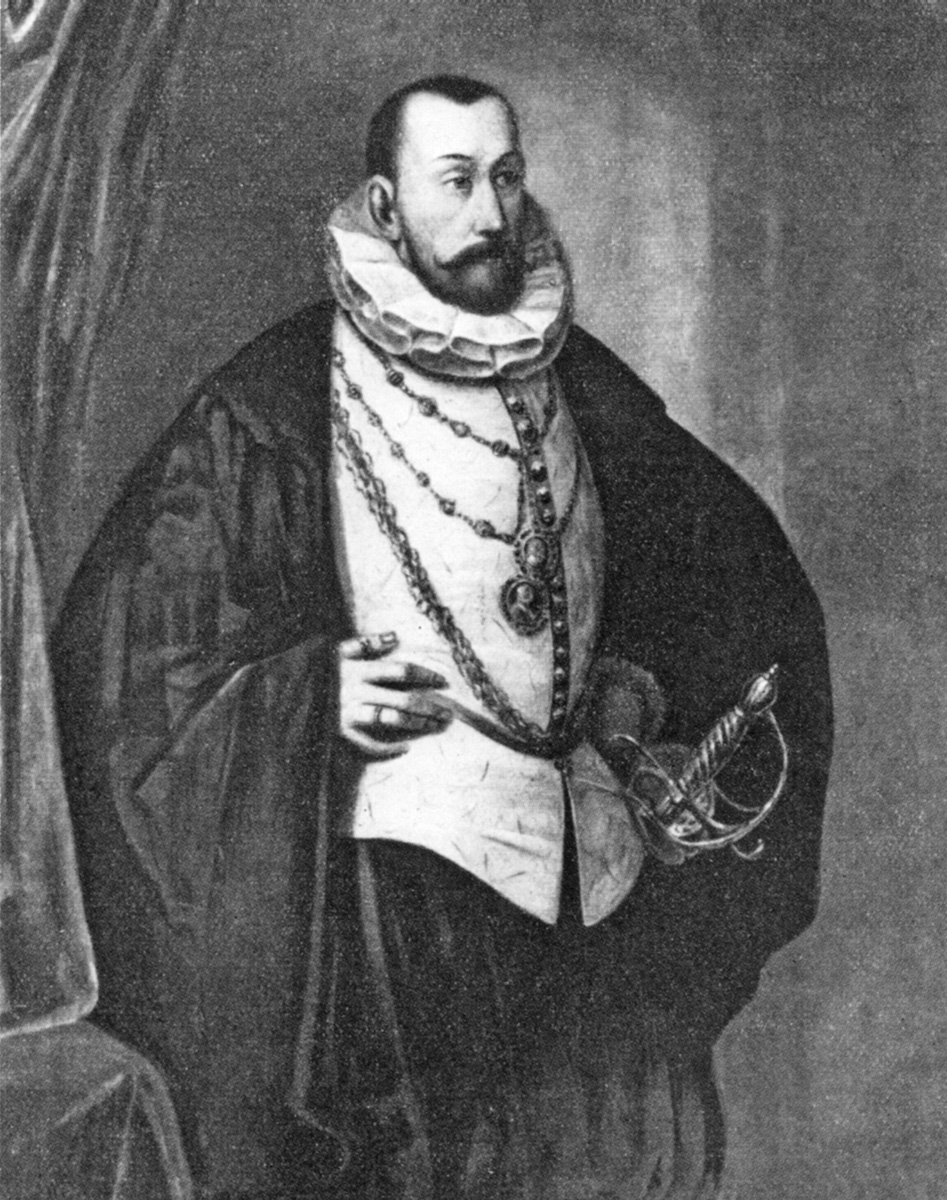
Carl von Friesen
(* 1551; † 1599), erwarb 1592 Schloss Rötha

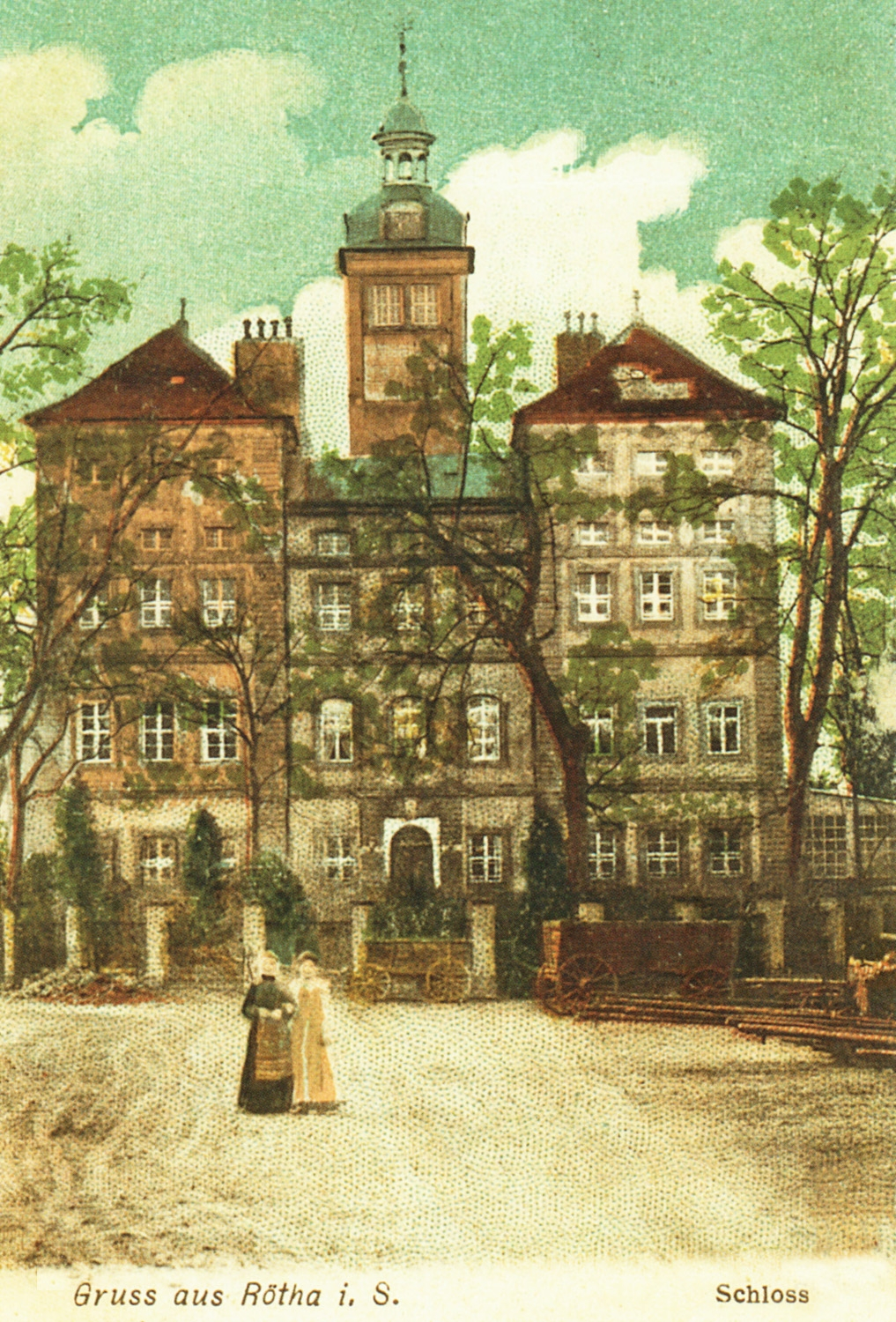
Schloss Rötha (1592 bis 1945 im Besitz der Familie)

Der erste Besitz in der Markgrafschaft Meißen war das 1409 an Heinrich von Friesen verlehnte Gut Köttewitz (heute Ortsteil von Dohna). 1488 kam das nahe Greiz im thüringischen Vogtland liegende Gut Kauern für drei Generationen an die Familie. Um 1592 wurde es verkauft, als Carl von Friesen von der Familie von Pflugk das Schloss Rötha südlich von Leipzig erwarb, samt der dazugehörigen Stadt Rötha, den Vorwerken zu Podschütz und Espenhain sowie den Dörfern Theka (heute in Rötha), Geschwitz und Großpötzschau. Er wurde der Stammvater mehrerer Linien, von denen zwei bis in die neuere Zeit gelangten.
Sein Enkel Heinrich von Friesen († 1689) brachte den Reichsfreiherrenstand an die Familie und dessen Enkel Julius Heinrich († 1706), Herr auf Rötha, machte eine Militärkarriere in kursächsischen, englischen und kaiserlichen Diensten, zuletzt als kaiserlicher Generalfeldmarschall und Generalfeldzeugmeister. Er wurde 1702 in den Reichsgrafenstand erhoben. Während des Spanischen Erbfolgekrieges verteidigte er 1703 erfolgreich die Festung Landau und ermöglichte 1705 die Einnahme der Festung Drusenheim.
Seine Tochter Charlotte Johanna Maximiliana heiratete den Kabinettsminister Adolph Magnus von Hoym; der Sohn Heinrich Friedrich Graf von Friesen (1681–1739), wurde königlich-polnischer und kursächsischer Geheimer Kabinettsminister, Generalleutnant und Gouverneur zu Dresden. Er heiratete 1725 Augusta Constantia Gräfin von Cosel, eine uneheliche Tochter des sächsischen Kurfürsten August des Starken mit seiner Mätresse Gräfin Constantia von Cosel. Durch diese Heirat erhielt er die Standesherrschaft Königsbrück in der Oberlausitz. Von seinen Söhnen wurde August Heinrich Graf von Friesen (1727–1755), Standesherr zu Königsbrück, königlich-französischer Maréchal de camp. Mit dessen Tod am 29. März 1755 in Paris erlosch die gräfliche Linie.
Carl Freiherr von Friesen, kursächsischer Geheimrat und Konsistorialpräsident, Herr auf Rötha und Cotta, errichtete 1662 das Schloss Cotta und 1668 das im Dreißigjährigen Krieg verwüstete Schloss Rötha neu. Außerdem erwarb er den bei Borna gelegenen, die Abtei genannten Wald. Sein Enkel Christian August Freiherr von Friesen (1674–1737) starb als kursächsischer Generalleutnant vor Belgrad. Er konnte das von seinem Großvater geerbte Gut Cotta mit den Gütern zu Rötha wieder vereinigen. Rötha erhielt er 1717, nachdem sein Onkel, der kursächsische Geheime Kanzler Otto Heinrich Freiherr von Friesen (1654–1717), ohne Nachkommen verstarb. Bereits 1703 kaufte er von seinem Schwager Arndt Adrian von Stammer das Amt Rammelburg in der Grafschaft Mansfeld und gab damit seinem Onkel Otto Heinrich und seiner Tante Henriette von Friesen verheiratete Freifrau von Gersdorff den Anlass zur Gründung des freiadligen Magdalenenstifts in Altenburg, in dem die Familie auch mehrere Stiftsdamen und Erziehungsangestellte zu besetzen hatte. Carl August und Johann Friedrich Ernst, Söhne von Christian August, teilten sich die Güter Cotta und Rötha erneut, behielten aber Schloss Rammelburg gemeinschaftlich und stifteten die beiden Hauptlinien der Familie.
Carl August Freiherr von Friesen, der ältere Sohn, Herr auf Cotta und Mitbesitzer des Amtes Rammelburg wurde kursächsischer Oberstleutnant. Er heiratete Caroline Wilhelmine von Wangenheim. Seine Enkel Heinrich Adolf Freiherr von Friesen († 1844) und Georg Maximilian Freiherr von Friesen († 1845) teilten die Hauptlinie in einen jüngeren und einen älteren Ast. Aus dem älteren Ast kam Richard Freiherr von Friesen (1808–1884), ein Sohn von Heinrich Adolf, der königlich-sächsischer Staatsminister und Finanzminister wurde. Von seinen drei Brüdern wurde Julius Freiherr von Friesen (* 1810) königlich-sächsischer Oberappellationsgerichtsrat und Edwin Freiherr von Friesen (* 1811) königlich-sächsischer Major.

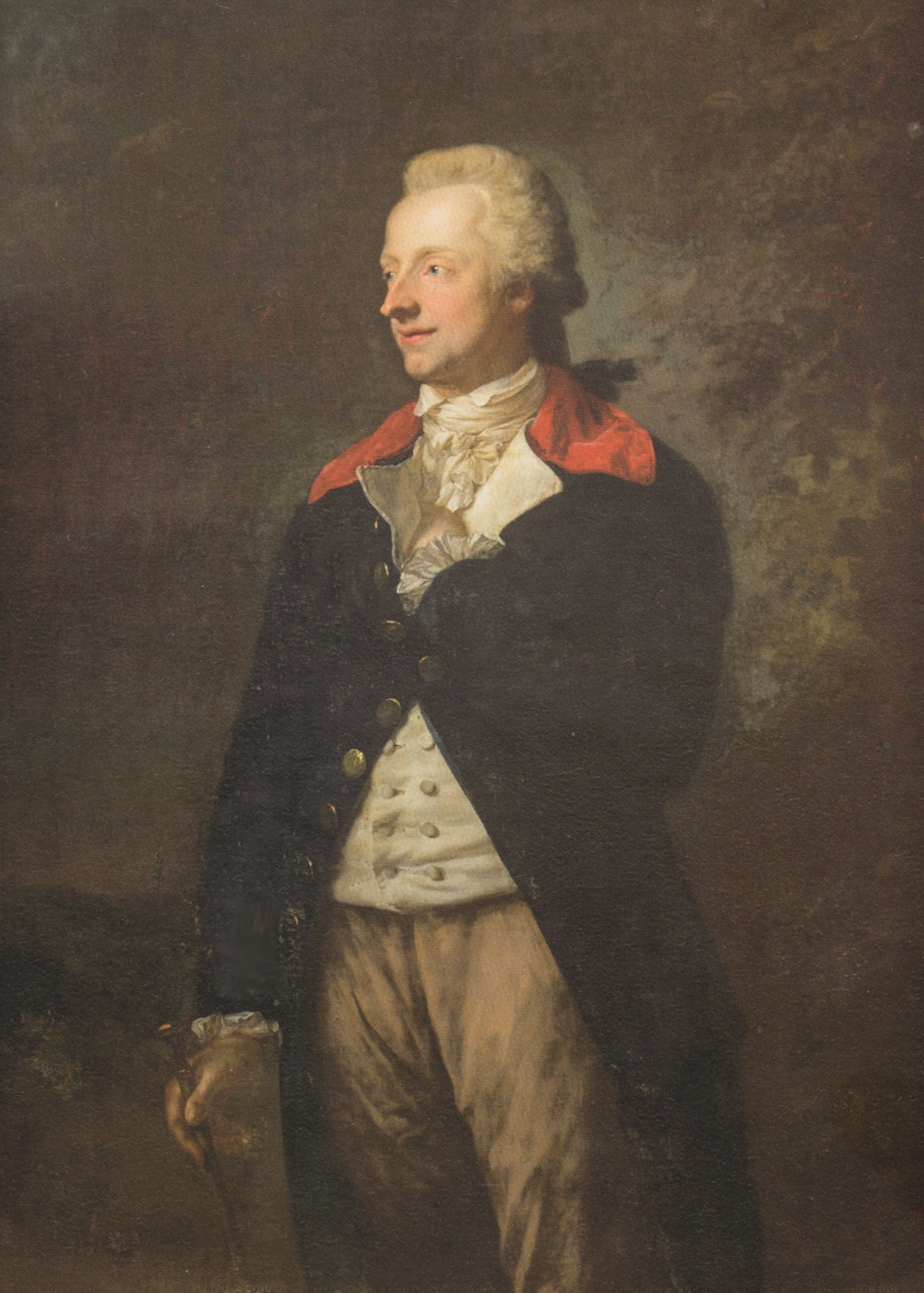
Johann Georg Friedrich von Friesen
(1757–1824) auf Rötha, Oberkammerherr, Geheimer Rat und Oberaufseher der Dresdner Kunstsammlungen (Porträt von Anton Graff)

Die jüngere oder röthaische Hauptlinie begründete Johann Friedrich Ernst Freiherr von Friesen († 1768), Herr auf Rötha und Mitbesitzer von Rammelburg. Aus seiner Ehe mit Christine Jacobine Gräfin von Werthern stammte Johann Georg Friedrich Freiherr von Friesen (1757–1824), Herr auf Rötha usw., der Karriere als Oberkammerherr, Geheimer Rat und Oberaufseher der Kunstsammlungen und der Bibliothek in Dresden machte. 1773 verkaufte er die von der gräflichen Linie geerbte Standesherrschaft Königsbrück. Während der Völkerschlacht bei Leipzig im Oktober 1813 befand er sich am Dresdner Hof, während sein Schloss Rötha den alliierten Gegnern als Hauptquartier diente. Hier besprachen Kaiser Franz I. von Österreich, Zar Alexander I. von Russland und König Friedrich Wilhelm III. von Preußen mit ihren Truppenführern das Vorgehen gegen Napoleon. Johann Georg Friedrich erwarb schließlich auch die zweite Hälfte des Amtes Rammelburg von einem Vetter sowie das Rittergut Trachenau. Aus seiner zweiten Ehe stammte Friedrich Freiherr von Friesen (* 1796), Besitzer von Rötha mit Podschütz, Geschwitz, Großpötzschau, Espenheim und des Waldes Abtei Borna sowie des Gutes Trachenau mit Treppendorf. Er wurde königlich-sächsischer Kammerherr, Geheimer Finanzrat und Domherr zu Naumburg. Von seinen Brüdern wurde Friedrich Freiherr von Friesen (1796–1871) Mitglied und Präsident der 1. Kammer des Sächsischen Landtags und Ernst Freiherr von Friesen (1800–1869), Besitzer des Amtes Rammelburg mit Hayder und Hilkenschwenda, preußischer Kammerherr und Landrat.
Ein am 18. April 1891 in Dresden gegründeter Familienverein hielt in unregelmäßigen Abständen Familientage ab.
Der schwerste Einschnitt im Lauf vieler Jahrhunderte war die Bodenreform in der Sowjetischen Besatzungszone 1945, durch die sämtliche Familienbesitzungen enteignet und die Friesens aus ihrer sächsischen Heimat, deren Geschichte sie mitgeprägt hatten, vertrieben wurden. Das Stammschloss Rötha wurde aufgrund von Senkungsschäden durch Braunkohleabbau 1969 gesprengt.
2009 hat die Familie der Freiherren von Friesen der gemeinnützigen Gesellschaft Staatliche Schlösser, Burgen und Gärten Sachsen 90 kulturhistorisch wertvolle Gemälde übereignet. Auf Schloss Nossen wurde die Stiftung „Heinrich Freiherr von Friesen/Rötha“ gegründet, in die die Sammlung einging. Sie ist nun Teil der in Nossen gezeigten Ausstellung über die sächsische Adelskultur.

### Standeserhebungen und Sächsische Adelsmatrikel
Heinrich von Friesen der Ältere, kurfürstlich-sächsischer Geheimer Rat und Hofkanzler, und seine Söhne Heinrich von Friesen der Jüngere und Carl von Friesen wurden am 18. August 1653 zu Regensburg in den Reichsfreiherrenstand erhoben. Sie erhielten am 13. April 1657 eine kurfürstlich-sächsische Anerkennung des Freiherrenstandes.
Heinrich Freiherr von Friesen, kaiserlicher Feldmarschall, wurde am 25. September 1702 zu Wien in den Reichsgrafenstand erhoben. Eine kurfürstlich-sächsische Anerkennung erfolgte am 21. November 1703.
Zahlreiche Angehörige der Familie erhielten eine Eintragung in das königlich-sächsische Adelsbuch, so am 5. Oktober 1903 die Nachkommen des am 17. Juni 1903 verstorbenen Weingutsbesitzers Oskar Freiherr von Friesen unter der Nummer 20 sowie Otto Heinrich Freiherr von Friesen, Fideikommissherr auf Rötha, königlich-sächsischer Kammerherr und Major zur Disposition unter der Nummer 21, Ernst Freiherr von Friesen, königlich-sächsischer Generalmajor zur Disposition unter der Nummer 22, Karl Freiherr von Friesen-Miltitz, königlich-sächsischer Generalmajor zur Disposition unter der Nummer 22. Karl Freiherr von Friesen-Miltitz, königlich-sächsischer Generalmajor zur Disposition unter der Nummer 23, Heinrich Freiherr von Friesen, königlich-sächsischer Kammerherr, Wirklicher Geheimer Rat und Gesandter in München, Stuttgart, Karlsruhe und Darmstadt unter der Nummer 24, Alexander Freiherr von Friesen, königlich-sächsischer Generalmajor zur Disposition unter der Nummer 25, Giesbert Freiherr von Friesen, großherzoglich-oldenburgischer Oberkammerherr außer Dienst und königlich-preußischer Rittmeister außer Dienst unter der Nummer 26 und Edwin Freiherr von Friesen, königlich-sächsischer Leutnant unter der Nummer 27.

## Namens- und Wappenvereinigungen

### Freiherr von Friesen genannt von Leyßer
Mit dem Tod des königlich-sächsischen Generalleutnants Wilhelm Friedrich August von Leyßer (1771–1842), Besitzer des Fideikommiss- und Majoratsguts Friedrichsthal bei Bad Gottleuba-Berggießhübel, wurde Johannes Freiherr von Friesen 1842 durch Legat ermächtigt, Namen und Wappen derer von Leyßer mit seinem angestammten Namen und Wappen zu vereinigen, damit der Name von Leyßer nicht aussterbe. Eine königlich-sächsische Bestätigung erfolgte am 19. Mai 1843 zu Dresden mit der Namensform Freiherr von Friesen genannt von Leyßer.

### Freiherr von Friesen-Miltitz
Karl Freiherr von Friesen (1847–1928), königlich-sächsischer Premierleutnant, heiratete Marie Freiin von Miltitz auf Batzdorf. Er erhielt für seine Person am 16. November 1880 zu Dresden eine königlich-sächsische Namensvereinigung mit dem derer von Miltitz als Freiherr von Friesen-Miltitz.

## Besitzungen
- Gut Köttewitz (ab 1409)
- Gut Kauern (1488 bis zum Verkauf wegen Erwerb von Rötha um 1592)
- Schloss Rötha (1592 bis 1945 im Besitz der Familie), mit Podschütz, Geschwitz, Großpötzschau, Espenheim und dem Wald Abtei Borna
- Schloss Schönfeld (Dresden)
- Schloss Cotta bei Pirna (1662 bis 1821)
- Schloss Rammelburg (1703 bis 1903 im Besitz der Familie), mit Hayder und Hilkenschwende
- Standesherrschaft Königsbrück mit Rittergut Cosel (1726 bis 1773)
- Gut Trachenau (1783 bis 1923), mit Treppendorf
- Forsthof Cunnersdorf (19. Jh.)
- Schloss Schleinitz (1906 bis 1945 im Besitz der Familie)

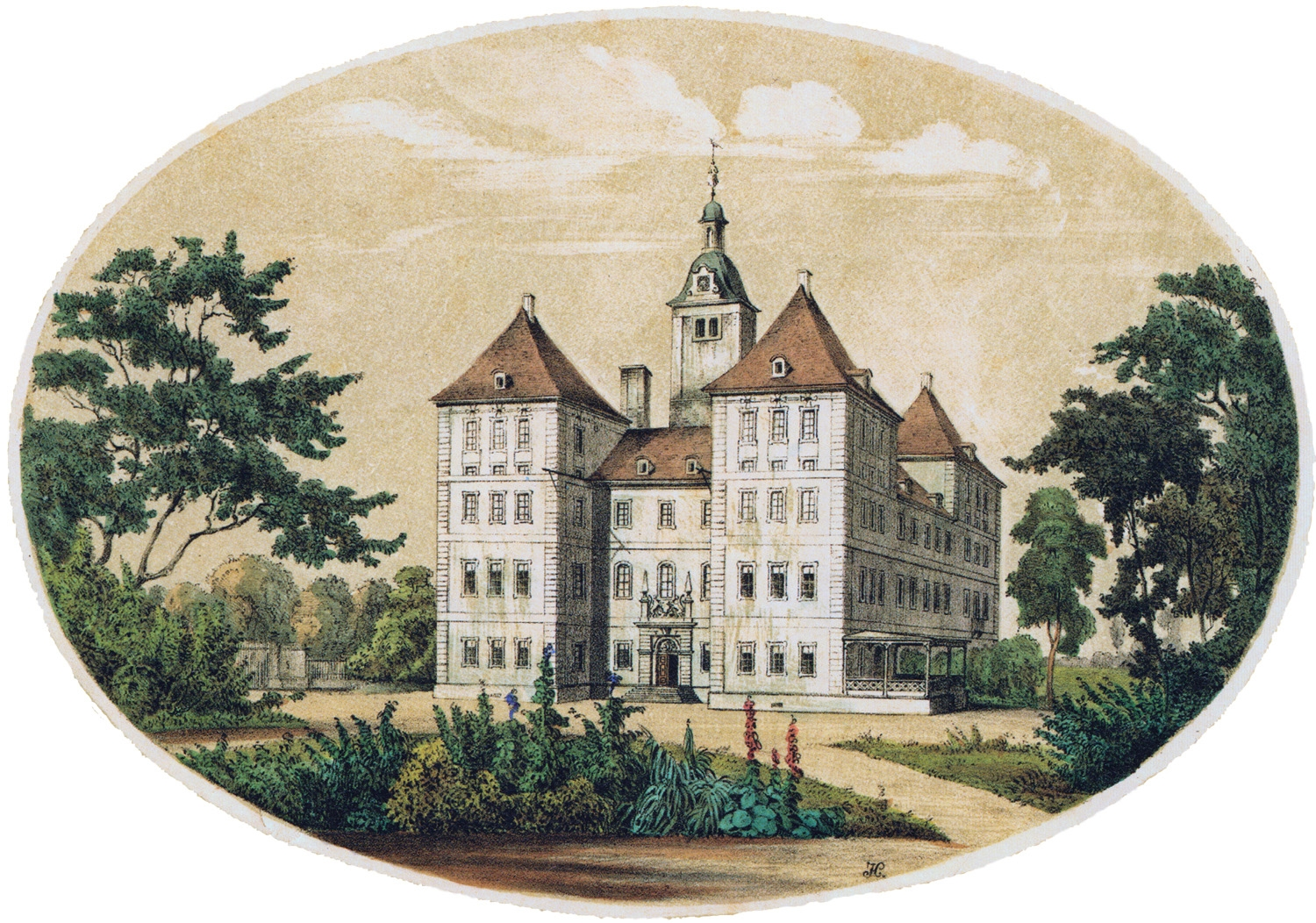
Schloss Rötha
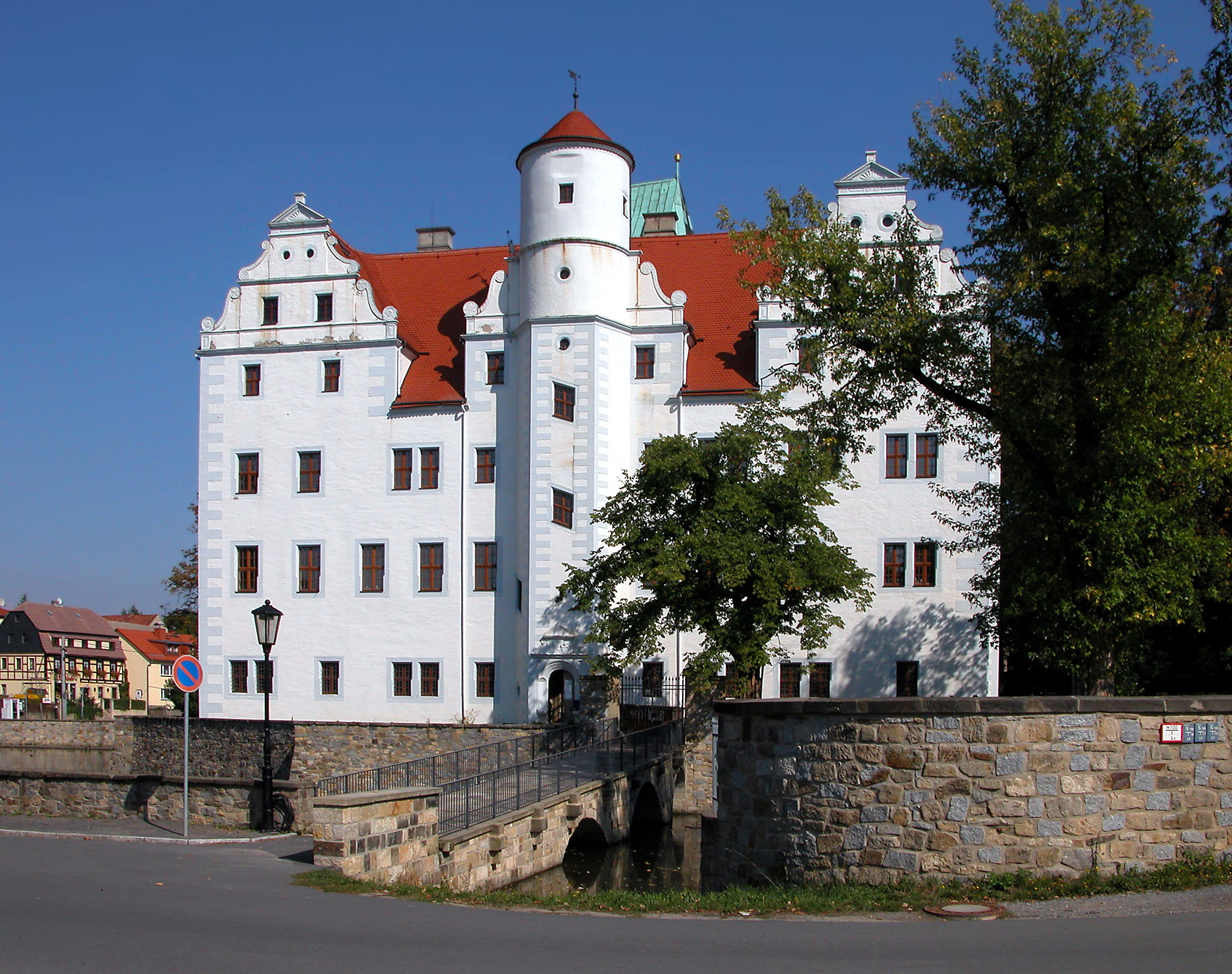
Schloss Schönfeld
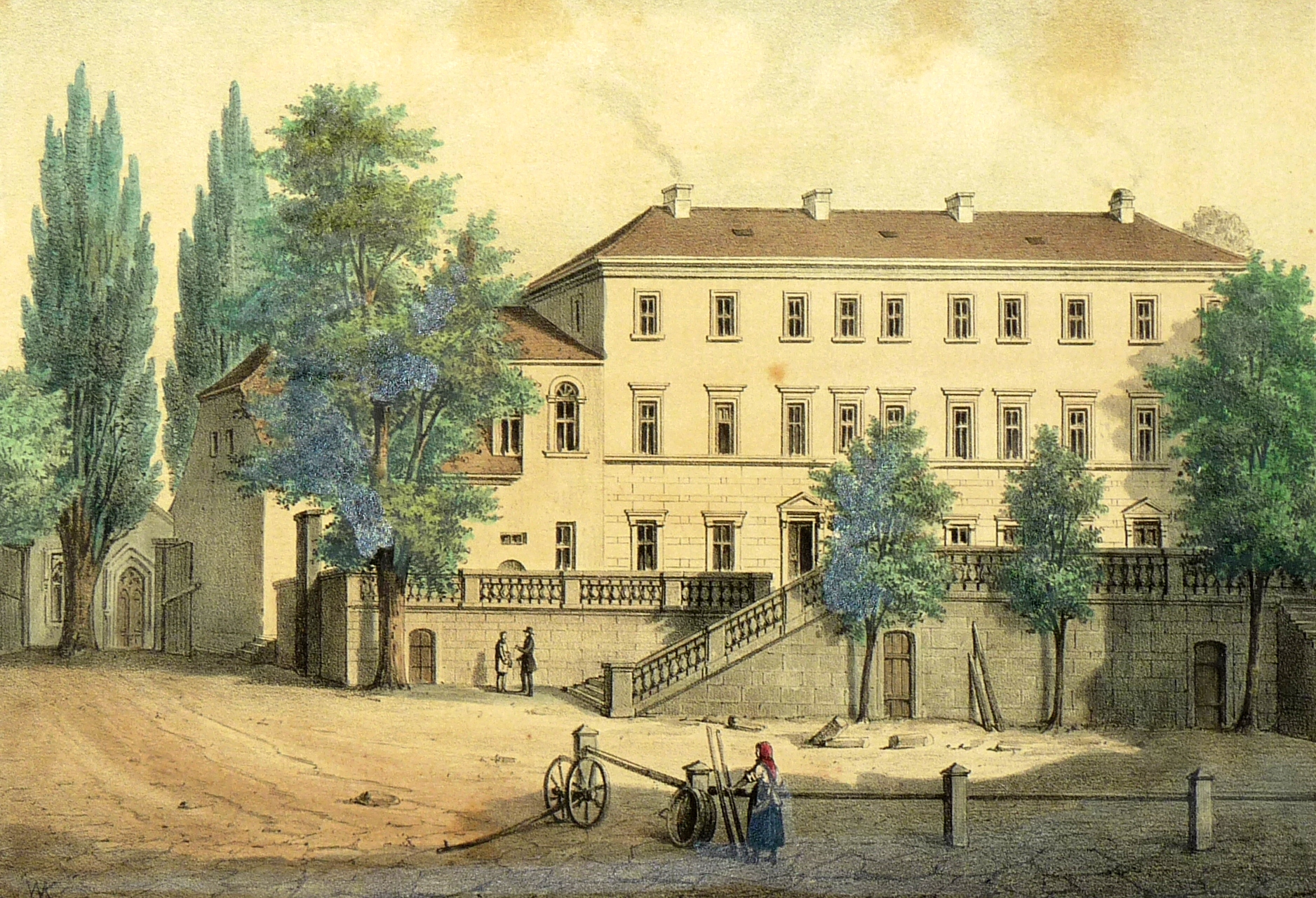
Schloss Cotta
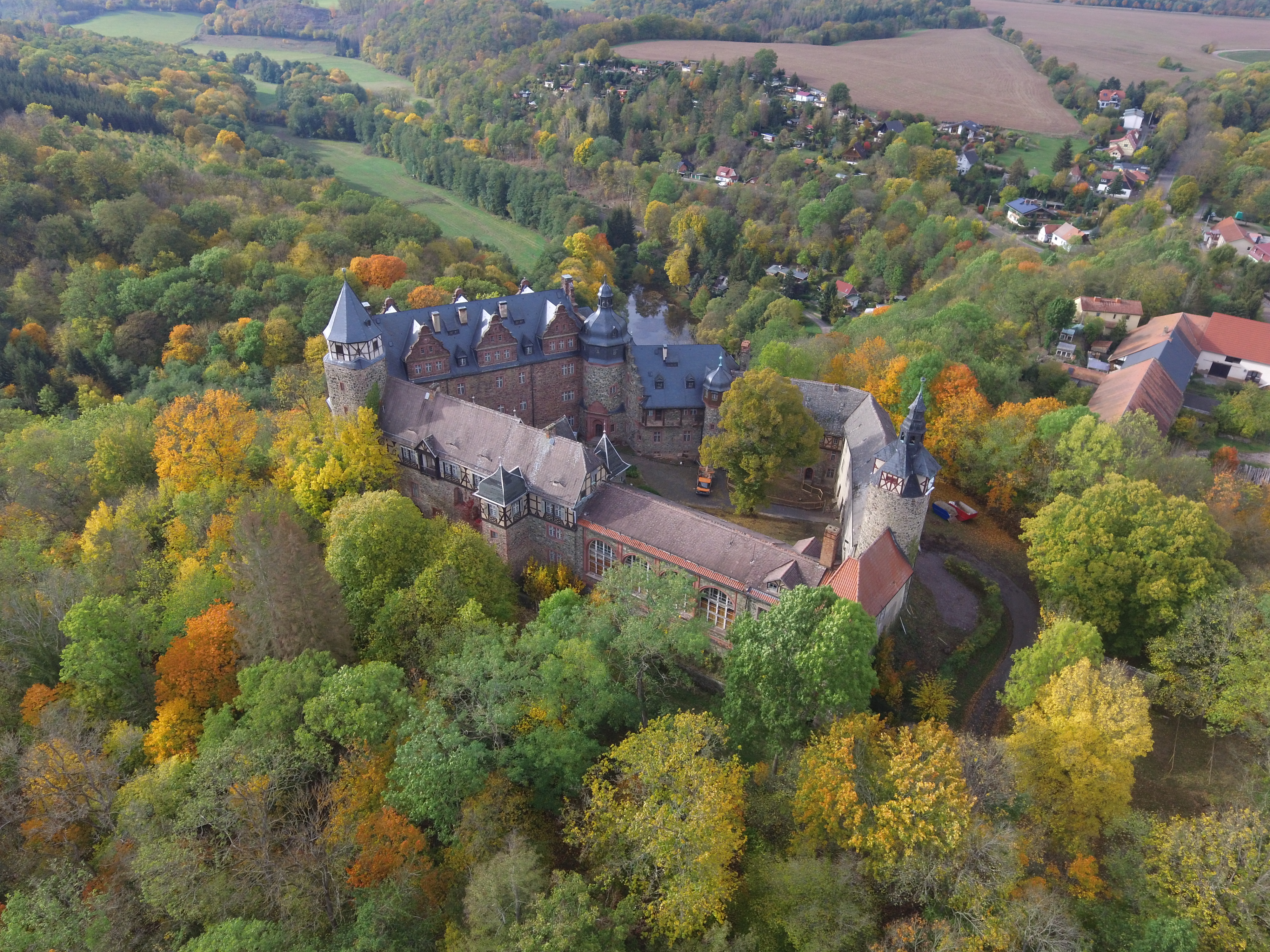
Schloss Rammelburg
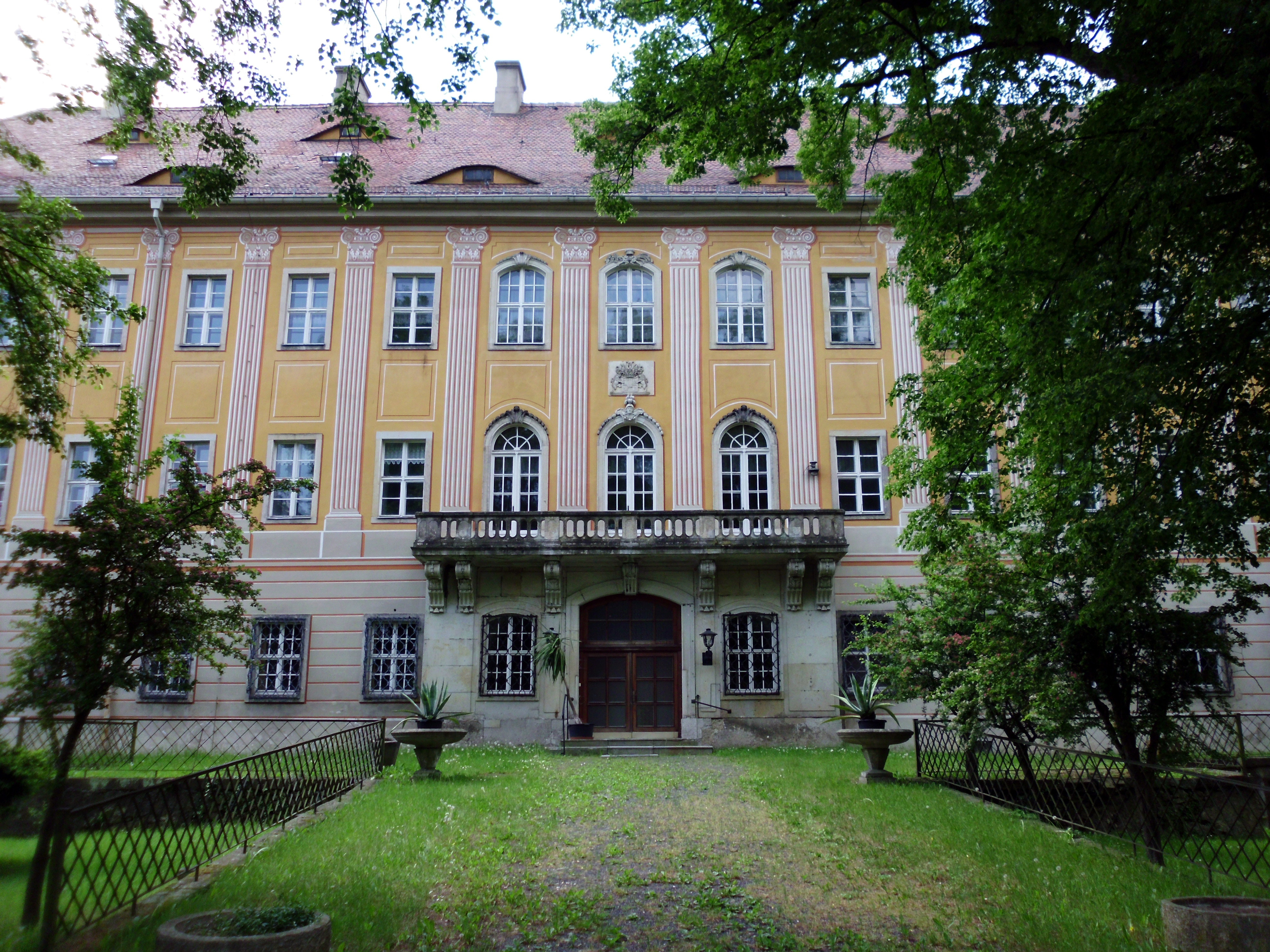
Schloss Königsbrück
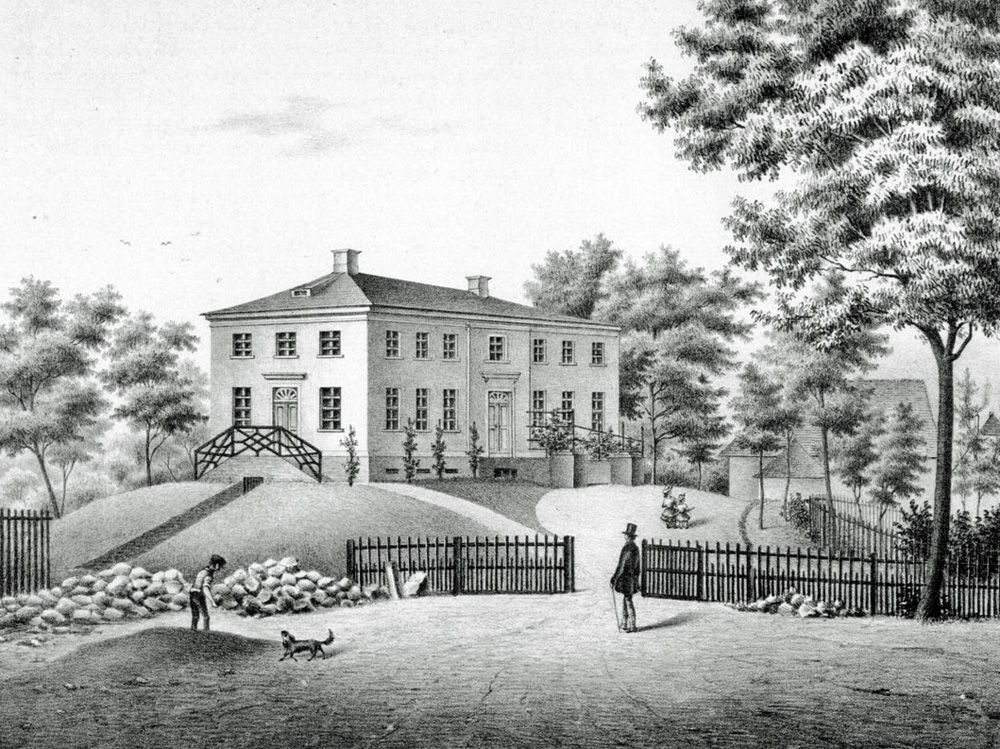
Gut Trachenau
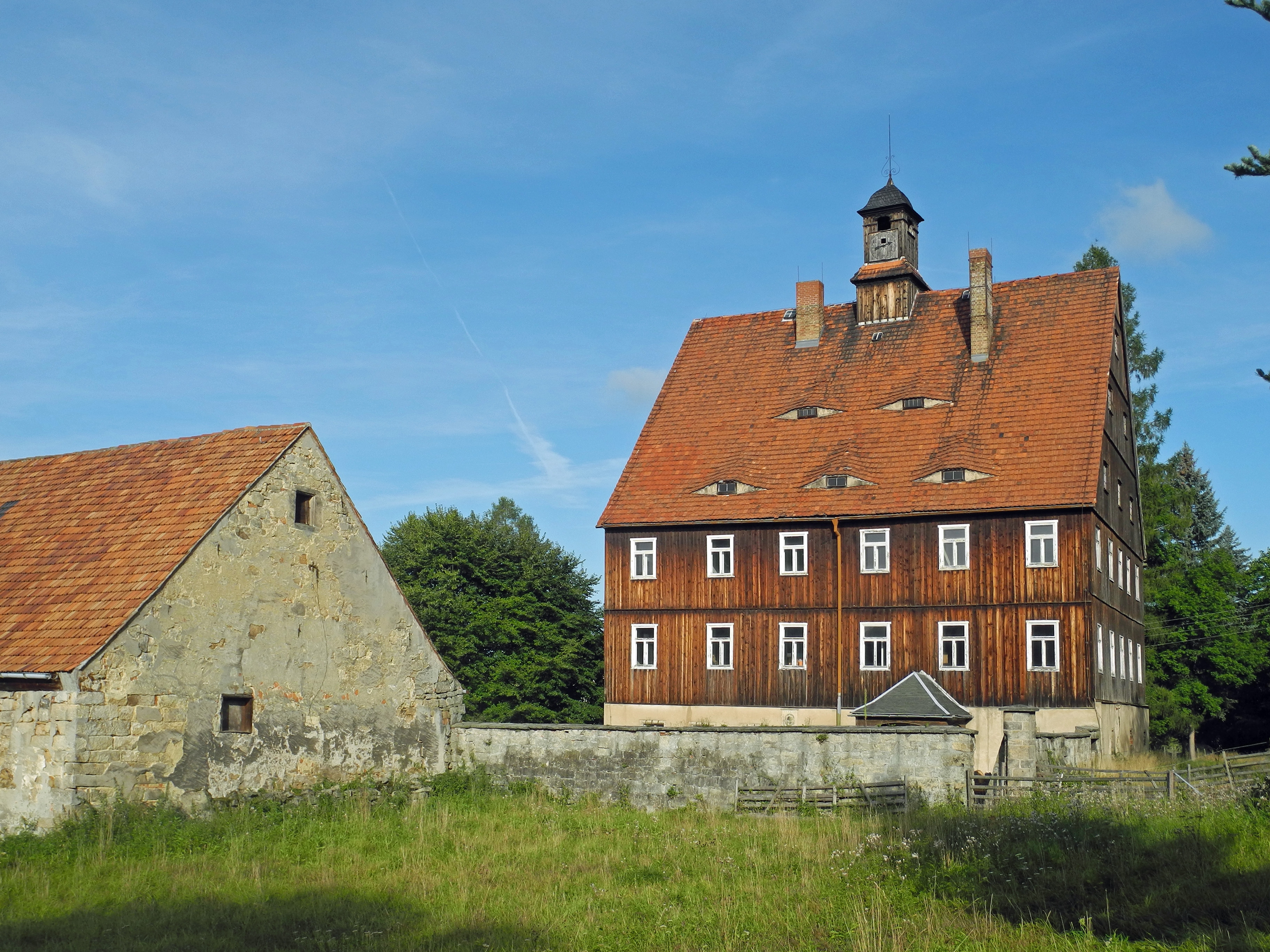
Forsthof Cunnersdorf
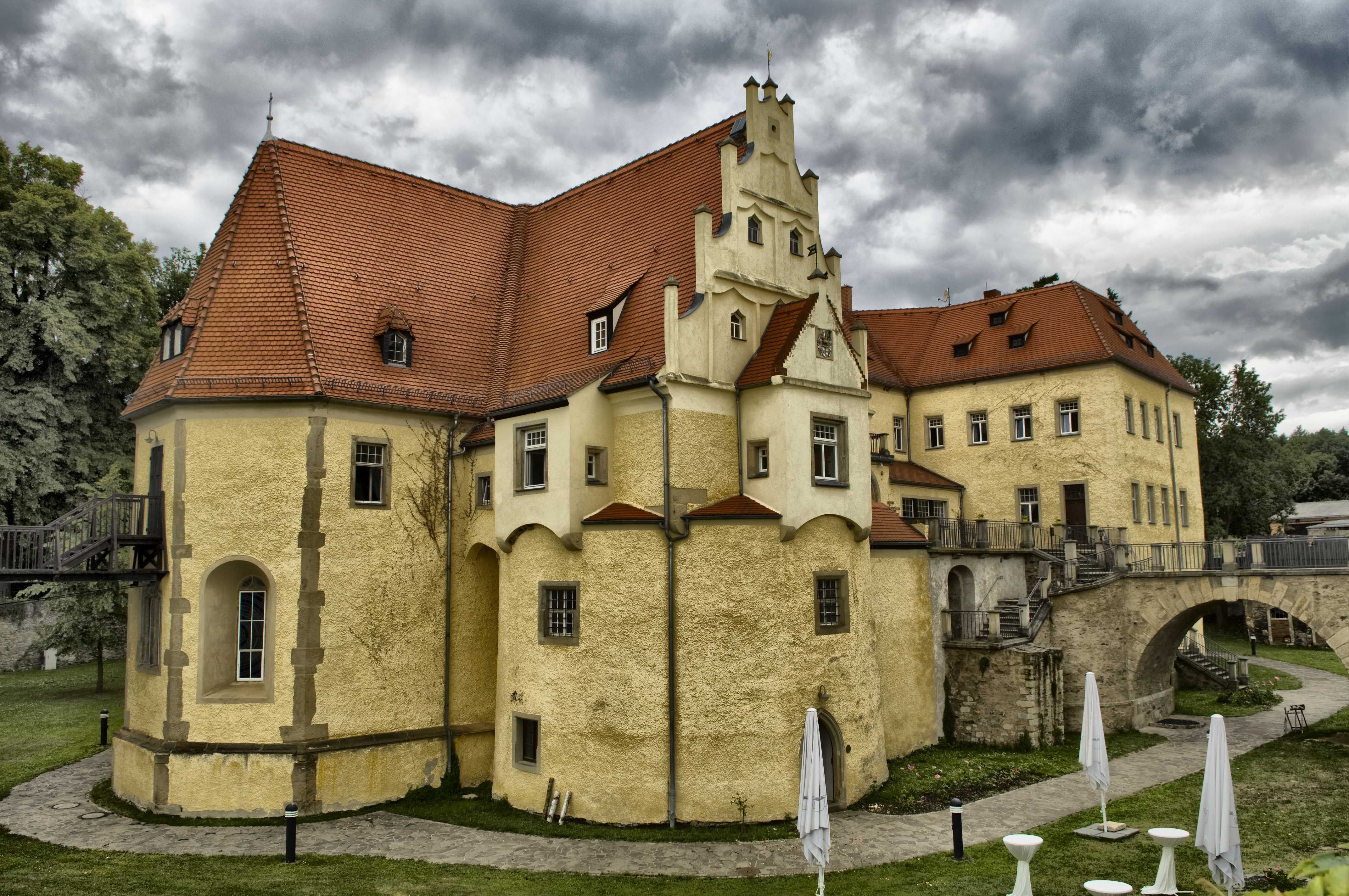
Schloss Schleinitz

## Wappen
|                               | Stammwappen |
| Stammwappen derer von Friesen | Blasonierung: „Das Stammwappen in Silber ist gespalten. Rechts am Spalt die Hälfte eines sechs- oder achtstrahligen roten Sternes, links ein rechtshin geöffneter roter Halbmond. Auf dem Helm mit rot-silbernen Helmdecken die Sternenhälfte und der Halbmond aufwärts gekehrt, an beiden Hörnern mit je einer natürlichen Pfauenfeder besteckt.“ |
| Stammwappen derer von Friesen | Das Stammwappen erscheint erstmals auf einem Siegel an einer Urkunde vom 1. April 1425. |

|                                      | Freiherrliches und Gräfliches Wappen |
| Wappen der Grafen von Friesen (1830) | Blasonierung: „Das reichsfreiherrliche Wappen (verliehen 1653) und das reichsgräfliche Wappen (verliehen 1702) ist geviert und mit einem Herzschild belegt (Stammwappen). 1 und 4 in Gold einwärtsgewandt ein gekrönter Adler, 2 und 3 in Silber drei (1, 2) rote Rosen an grünblättrigen Stielen (Wappen der aus Thüringen stammenden von Friesen). Die Wappen haben drei Helme mit rechts schwarz-goldenen und links rot-silbernen Helmdecken. Auf dem rechten Helm der Adler wachsend, in der Mitte der Stammhelm, auf dem linken fünf (rot-silber-rot-silber-rote) Straußenfedern (Stammhelm der Thüringer von Friesen).“ |
| Wappen der Grafen von Friesen (1830) | |

## Familienmitglieder (chronologisch)
- Carl von Friesen (1551–1599), Rittergutsbesitzer, Oberküchenmeister, Hofmarschall, Amtshauptmann
- Heinrich von Friesen (1578–1659), kursächsischer Geheimer Rat und Kanzler, Ehe mit Catharina geborene von Einsiedel (1585–1667)
  - Heinrich von Friesen der Jüngere (1610–1680), auf Schönfeld, kursächsischer Direktor des Geheimen Rats
    - Marie Sophie von Friesen, (1652–1718), Rittergutsbesitzerin, Schulstifterin und Pietistin
    - Julius Heinrich von Friesen (1657–1706), kaiserlicher Generalfeldzeugmeister, 1702 zum Reichsgrafen erhoben
      - Heinrich Friedrich von Friesen (1681–1739), kursächsischer General und Diplomat
- Carl von Friesen (1619–1686), Freiherr, Geheimer Rat, Präsident des Oberkonsistoriums, Kirchenrat, Oberhofrichter, Rittergutsbesitzer
  - Christian August von Friesen (1646–1681), Reichshofrat und Dompropst zu Meißen
- Otto Heinrich von Friesen (1654–1717), kursächsisch-polnischer Geheimer Rat
- Henriette Amalie von Friesen (1668–1732), verheiratete Gräfin Reuß zu Obergreiz, führte nach dem Tod ihres Gemahls 1697 einen „politischen Salon“ in Dresden
- Christian August von Friesen (1674–1737), königlich-polnischer und kurfürstlich-sächsischer General
- August Heinrich von Friesen (1727–1755), französischer Maréchal de camp und Enkel von August II. von Sachsen
- Johann Georg Friedrich von Friesen (1757–1824), auf Rötha, Königsbrück und Cosel, Geheimer Rat und Oberaufseher der Dresdner Kunstsammlungen und Bibliothek
  - Friedrich von Friesen (1796–1871), deutscher konservativer Politiker, Landtagspräsident, Geheimer Rat und Rittergutsbesitzer
  - Ernst von Friesen (1800–1869), preußischer Landrat, erster Kommendator der Provinzial-Sächsischen Genossenschaft des Johanniterordens
- Carl von Friesen (1786–1823), sächsischer Gesandter
- Richard von Friesen (1808–1884), sächsischer Innen-, Außen- und Finanzminister
- Bernhard von Friesen (1825–1889), Verwaltungsbeamter, Rittergutsbesitzer und Parlamentarier
- Heinrich von Friesen-Rötha (1831–1910), deutscher Majoratsherr und Reichstagsabgeordneter
- Karl von Friesen-Miltitz (1847–1928), sächsischer Generalleutnant
- Alexander von Friesen (1849–1921), königlich-sächsischer Generalmajor
- Juliane von Friesen (* 1950), deutsche Wirtschaftsjuristin und Politikerin
- Astrid von Friesen (* 1953), deutsche Journalistin und Pädagogin

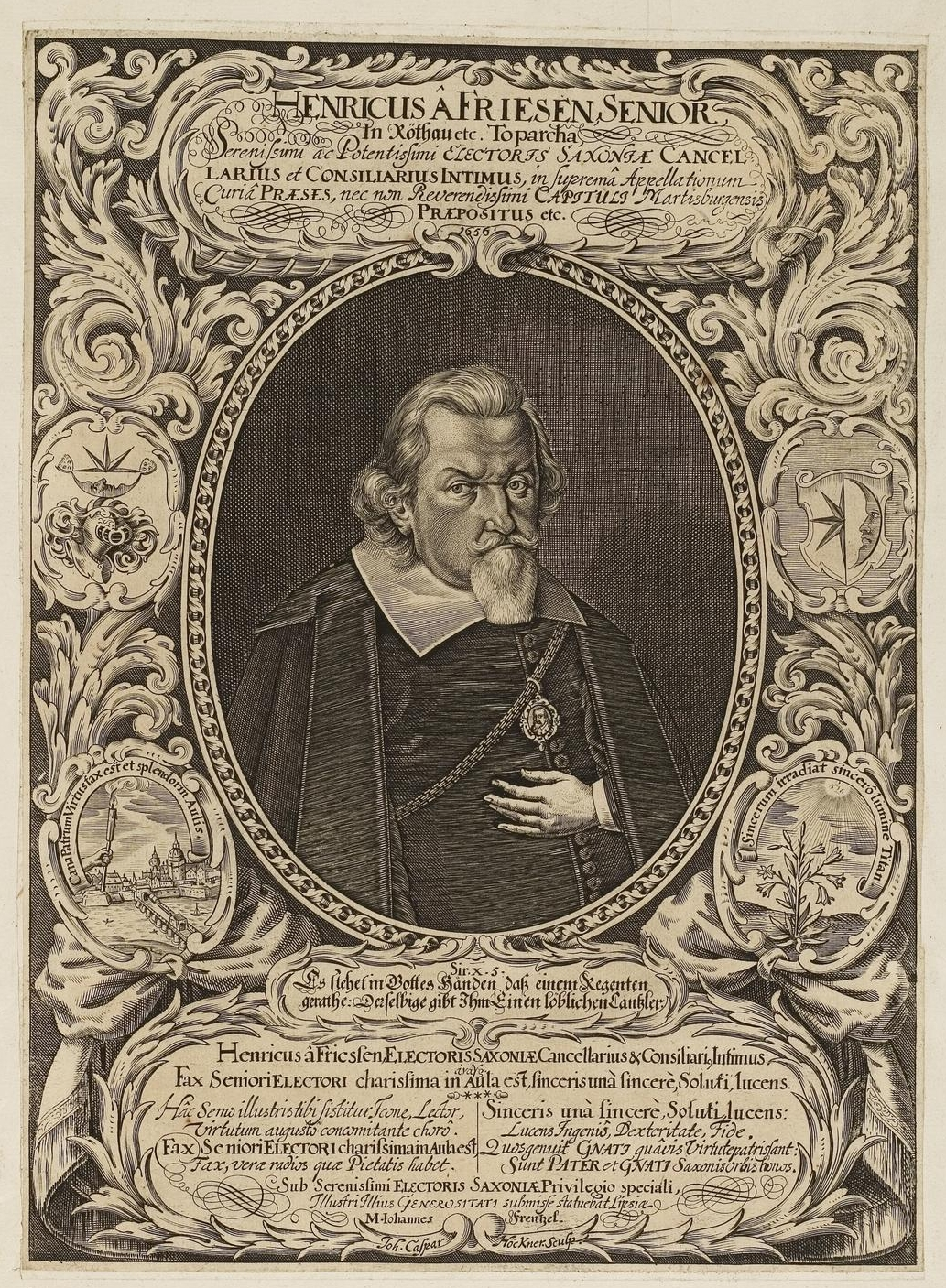
Heinrich von Friesen (1578–1659), kursächsischer Geheimer Rat und Kanzler
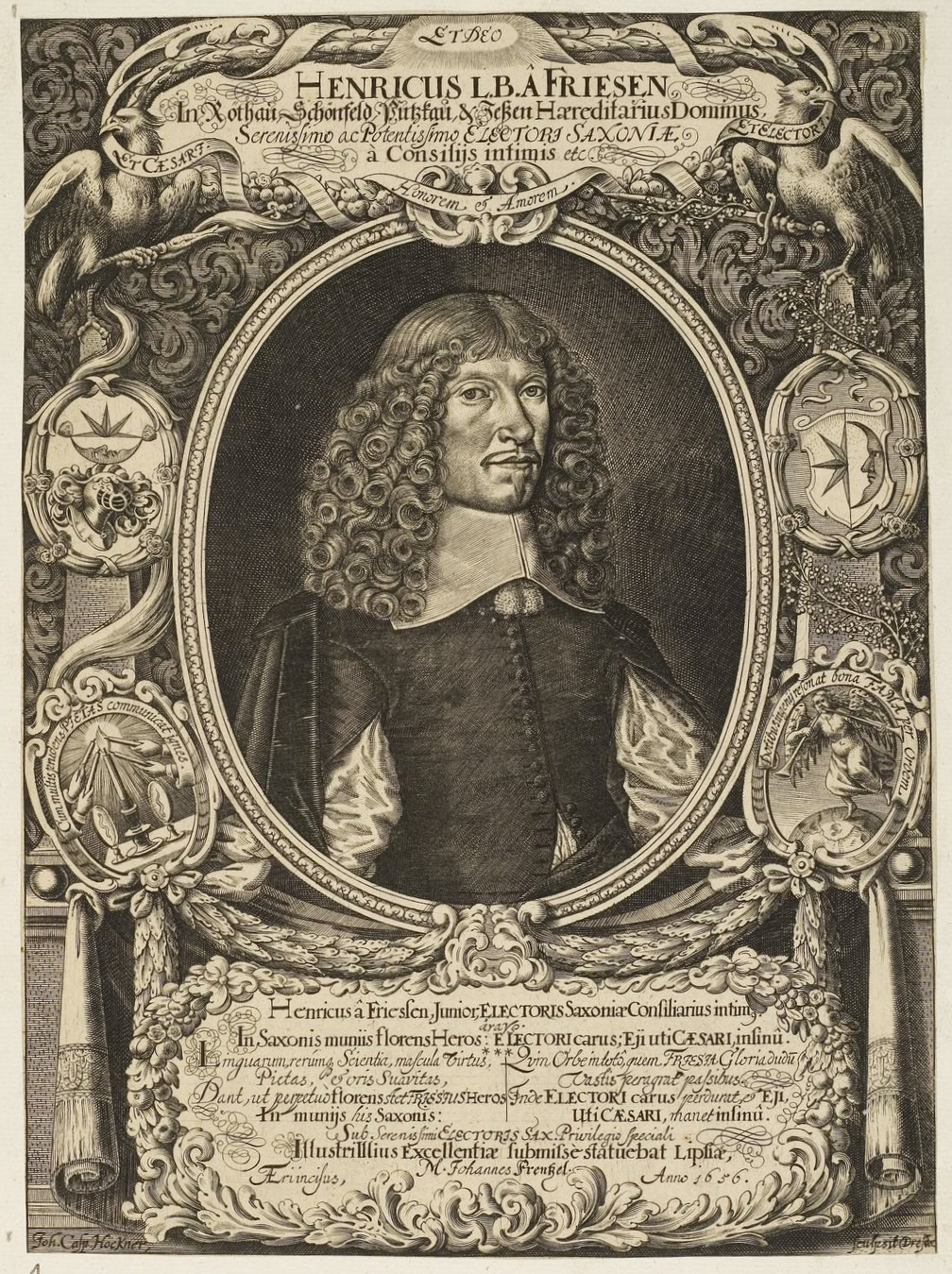
Heinrich von Friesen der Jüngere (1610–1680), kursächsischer Direktor des Geheimen Rats
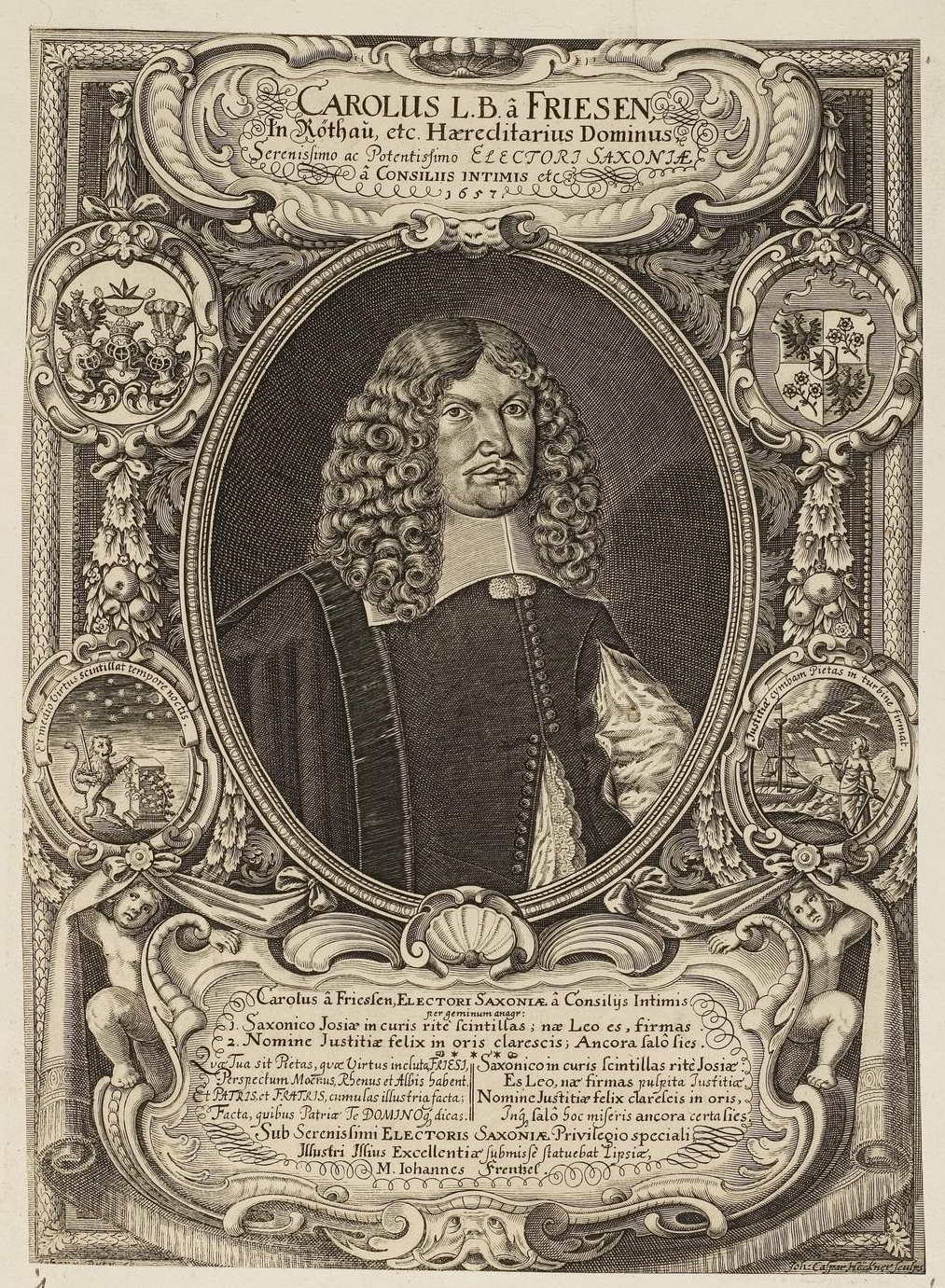
Carl von Friesen (1619–1686), Geheimer Rat, Präsident des Oberkonsistoriums
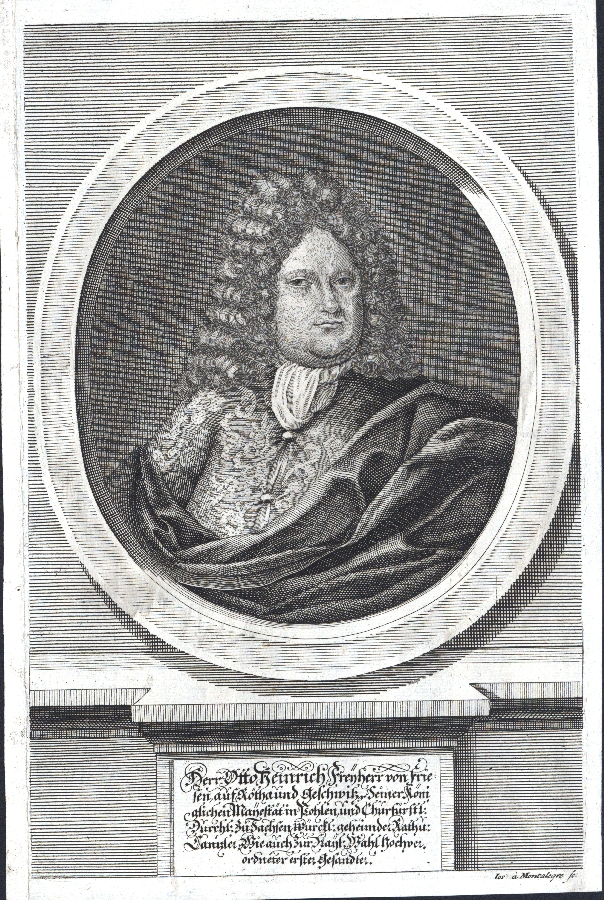
Otto Heinrich von Friesen (1654–1717), kursächsisch-polnischer Geheimer Rat
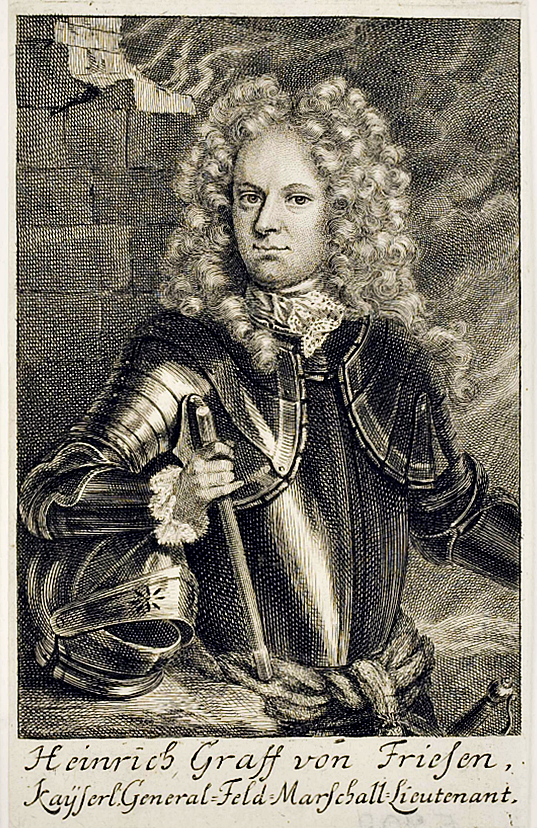
Julius Heinrich Graf von Friesen (1657–1706), kaiserlicher Generalfeldzeugmeister
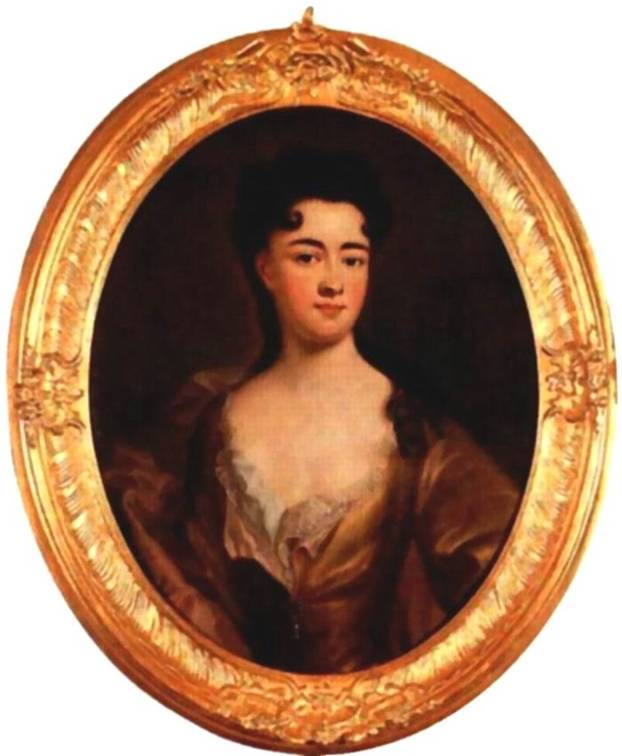
Augusta Constantia Gräfin von Friesen, geb. Gräfin von Cosel (1708–1728), Tochter Augusts des Starken, Gemahlin von Heinrich Friedrich Graf von Friesen
Friedrich von Friesen (1796–1871), sächsischer Landtagspräsident
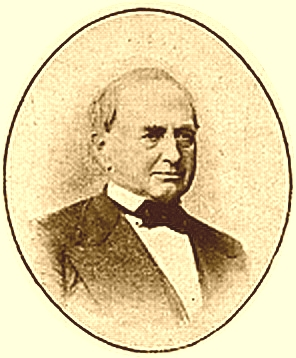
Richard von Friesen (1808–1884), sächsischer Innen-, Außen- und Finanzminister